# Sommer-Paralympics 2016/Teilnehmer (Somalia)
| stlisierte Goldmedaille | stlisierte Silbermedaille | stlisierte Bronzemedaille |
| ----------------------- | ------------------------- | ------------------------- |
| —                       | —                         | —                         |

Somalia entsandte einen Athleten zu den Paralympischen Sommerspielen 2016 in Rio de Janeiro,  der in einer Sportart antrat. Dies war die erste Teilnahme Somalias bei Paralympischen Spielen. Fahnenträger für Somalia bei der Eröffnungsfeier war der Leichtathlet Farhan Adawe.

## Teilnehmer nach Sportart

### Leichtathletik
Laufen
| Athleten            | Wettbewerb | Vorlauf | Vorlauf | Halbfinale | Halbfinale | Finale        | Finale        | Rang |
| Athleten            | Wettbewerb | Zeit    | Rang    | Zeit       | Rang       | Zeit          | Rang          | Rang |
| ------------------- | ---------- | ------- | ------- | ---------- | ---------- | ------------- | ------------- | ---- |
| Männer              |            |         |         |            |            |               |               |      |
| Farhan Hadafo Adawe | 100 m T52  | 18,49 s | 5       | —          | —          | ausgeschieden | ausgeschieden | 9    |